# Midsommar (película de 2019)
Midsommar es una película estadounidense-sueca de folk-terror de 2019, escrita y dirigida por Ari Aster. Está protagonizada por Florence Pugh, Jack Reynor, William Jackson Harper, Vilhelm Blomgren, Archie Madekwe, Ellora Torchia y Will Poulter. 
Es una coproducción entre Estados Unidos y Suecia, concebida inicialmente como una película slasher. La película sigue a una pareja que viaja a Suecia con un grupo de amigos para un festival de verano solo para encontrarse en las garras de un culto siniestro que practica el paganismo escandinavo. Aster planeó un guion que utilizaba elementos del concepto pero convirtió una relación deteriorada en el conflicto central después de haber experimentado una ruptura personal compleja. Fue filmada en Budapest, durante el verano y otoño de 2018. 
Su estreno en cines en Estados Unidos tuvo lugar el 3 de julio de 2019 por A24 y en Suecia el 10 de julio de 2019 por Nordisk Film. Recibió reseñas muy positivas por parte de los críticos. En Filmaffinity cuenta con una puntuación de 6,3 sobre 10, mientras que en la página dcine21 cuenta con un 4 sobre 10. A pesar de esto, muchos elogiaron la dirección de Aster y la actuación de Pugh.

## Argumento
Dani Ardor es una estudiante de psicología traumatizada por el reciente asesinato y suicidio de su familia, cuando su hermana Terri llenó su casa con monóxido de carbono, acabando con su vida y la de sus padres. El incidente tensa la relación entre Dani y su novio Christian Hughes, estudiante de antropología. En el siguiente verano, la protagonista descubre que Christian y sus amigos, Mark y Josh, han sido invitados por su amigo sueco Pelle, a asistir a una celebración de verano en su comuna ancestral Hårga, en Hälsingland. Pelle les explica que esta celebración solo ocurre cada noventa años. Como Christian no le había dicho nada sobre el viaje a Dani, se genera una disputa. En un intento de arreglar las cosas, Christian invita a regañadientes a Dani.
El grupo vuela a Suecia y llega a la comuna, donde se encuentran con Simon y Connie, una pareja inglesa invitada por el hermano comunal de Pelle, Ingemar, quien ofrece psilocibina al grupo. Bajo la influencia de la droga, Dani tiene alucinaciones y entra en pánico. Las tensiones aumentan cuando el grupo es testigo de un ättestupa, donde dos ancianos de la comuna cometen senicidio al saltar desde lo alto de un acantilado. Cuando el anciano sobrevive a la caída, los sectarios imitan sus lamentos de agonía y le aplastan el cráneo con un mazo. La anciana jefa de la secta, Siv, explica que esta es una expresión perfectamente normal de los puntos de vista de Hårga sobre la muerte, afirmando que cada miembro debe hacer lo mismo a la edad de setenta y dos años. La escena perturba profundamente al grupo, particularmente a Dani, pero deciden quedarse a instancias de Pelle y porque las tradiciones de los solsticios de verano son el tema de la tesis de Josh. Simon y Connie, sin embargo, eligen irse. Mientras Connie está recogiendo sus cosas, un anciano le dice que Simon ya se fue a la estación de tren sin ella. Confundida y frustrada, Connie decide irse sola. Más tarde, se oye en la distancia el grito de una mujer.
Christian decide hacer también su tesis sobre los Hårga, creando una brecha entre él y Josh. Josh intenta solicitar más información sobre las antiguas prácticas rúnicas de la comuna, que se basan en pinturas hechas por un miembro concebido a través de la endogamia y a quien consideran un oráculo. Cuando Mark, sin saberlo, orina en un árbol ancestral en el que se encuentran las cenizas de los miembros fallecidos, incita la furia de la comunidad. Más tarde, una joven de Hårga a la que Mark no quita ojo, le insta a que vaya con ella y Mark desaparece. Esa noche, Josh se cuela en el templo para fotografiar el texto sagrado rúnico de la secta. Lo distrae un hombre parcialmente desnudo con la piel de la cara y las piernas de Mark y lo golpean en la cabeza con un mazo, tras lo cual arrastran su cuerpo fuera del templo.
Al día siguiente, Dani, dejándose llevar por las jóvenes de Hårga, se encuentra participando en el concurso para la elección de la Reina de Mayo. Tras consumir un brebaje psicoactivo, empieza el concurso, que consiste en bailar hasta la extenuación y del que la última mujer en pie será coronada como Reina. Dani resulta ganadora y se convierte en el centro de la celebración. Al mismo tiempo, Christian también ha sido drogado y termina participando en un ritual sexual cuyo objetivo es dejar embarazada a una de las jóvenes de la comunidad, Maja. Tras descubrir a Christian y Maja teniendo relaciones sexuales, Dani sufre un ataque de pánico y varias de las mujeres de Hårga lloran con ella, imitando sus lamentos y consiguiendo que Dani se calme y se sienta en unidad con ellas. Después del ritual, un Christian desnudo y desorientado intenta huir de los habitantes de Hårga, pero se mete en un granero donde encuentra el cuerpo de Simon, que ha sido víctima de una ejecución ritual conocida como águila de sangre. En ese momento, Christian es drogado con una sustancia paralizante. La secta se reúne con un Christian paralizado y le explica a Dani que, para purgar a la comuna de su maldad, se deben ofrecer nueve sacrificios humanos. Las primeras cuatro víctimas son extranjeros: Simon, Connie, Mark y Josh, traídos por Pelle e Ingemar. Las siguientes cuatro víctimas son miembros de la secta: los dos ancianos sacrificados y dos voluntarios, Ingemar y Ulf. Dani, como Reina de Mayo, tiene el poder de elegir a la novena y última víctima: Christian o un aldeano elegido al azar. Furiosa por su traición y traumatizada, elige sacrificar a Christian, que es cosido dentro de un oso y colocado en un templo junto a los demás sacrificios humanos. El templo es incendiado mientras el resto de los habitantes de Hårga miran e imitan los gritos de agonía de Ulf e Ingemar. Dani, también presente y aún con su traje de Reina de Mayo, está inicialmente horrorizada por la situación, pero poco a poco su expresión cambia a una sonrisa.

## Reparto
- Florence Pugh como Dani Ardor
- Jack Reynor como Christian Hughes
- Vilhelm Blomgren como Pelle
- William Jackson Harper como Josh
- Will Poulter como Mark
- Ellora Torchia como Connie
- Archie Madekwe como Simon
- Henrik Norlén como Ulf
- Gunnel Fred como Siv
- Isabelle Grill como Maja
- Agnes Rase como Dagny
- Julia Ragnarsson como Inga
- Mats Blomgren como Odd
- Lars Väringer como Sten
- Anna Åström como Karin
- Hampus Hallberg como Ingemar
- Liv Mjönes como Ulla
- Louise Peterhoff como Hanna
- Katarina Weidhagen como Ylva
- Björn Andrésen como Dan
- Tomas Engström como Jarl
- Dag Andersson como Sven
- Lennart R. Svensson como Mats
- Anders Beckman como Arne
- Rebecka Johnston como Ulrika
- Tove Skeidsvoll como Majvor
- Anders Back como Valentin
- Anki Larsson como Irma
- Levente Puczkó-Smith como Ruben
- Gabriella Fón como la madre de Dani
- Zsolt Bojári como el padre de Dani
- Klaudia Csányi como Terri Ardor

## Producción
En mayo de 2018, se anunció que Ari Aster escribiría y dirigiría la película, con Lars Knudsen como productor. Se informó que B-Reel Films también produciría la película, mientras que A24 la distribuiría. En julio de 2018, Florence Pugh, Jack Reynor, Will Poulter, Vilhem Blomgren, William Jackson Harper, Ellora Torchia y Archie Madekwe se unieron al elenco de la película.
La fotografía principal comenzó el 30 de julio de 2018 en Budapest, Hungría, y finalizó en octubre de 2018.

### Desarrollo
Aster trabajó con el diseñador de producción de la película, Henrik Svensson, para desarrollar los elementos folclóricos de la película y las tradiciones de Hårga, mientras visitaban Hälsingland juntos. Investigó Hälsingegårds, «granjas centenarias que normalmente tenían pinturas en las paredes», para desarrollar una versión estilizada del decorado, así como celebraciones de verano en el folclore sueco, alemán e inglés. Aster también investigó movimientos y comunidades espirituales y dijo que se inspiró particularmente en la antroposofía y el movimiento teosófico de Rudolf Steiner. Midsommar de Ari Aster se basa parcialmente en un festival sueco de la vida real, pero las costumbres no involucran la misma violencia y actividades de culto pagano que se muestran en la película de terror.
Aster también analizó el folclore británico y alemán, inspirándose en fuentes literarias como The Golden Bough: A Study in Comparative Religion de James George Frazer, publicado por primera vez en 1890. En el libro, Frazer, un conocido antropólogo escocés, examina el paralelismo entre los ritos de la magia y la religión. El libro era «un tesoro oculto de ideas sobre las tradiciones precristianas», dijo Aster al New York Times. De igual manera, el cineasta investigó la obra del filósofo austriaco Rudolf Steiner, quien fundó la antroposofía, una filosofía que fomenta el desarrollo espiritual.

#### Origen y explicación del culto Hårga
Ari Aster y Henrik Svennson escribieron un extenso informe sobre las tradiciones de Hårga y los detalles que rodean su forma de vida general y sus celebraciones de verano. Esto incluía todo, desde las runas esparcidas por todo el pueblo hasta sus elaborados festines que se consumen a través de comidas comunitarias, su oráculo, Ruben, e incluso los aspectos más violentos de su estilo de vida. Hårga es en realidad una ciudad en Suecia, y tiene una historia oscura propia, más allá de su conexión con Midsommar. Hay una vieja canción popular sueca que cantan personas de todas las edades, incluso niños, que tiene un hilo subyacente de amenaza. En la canción, llamada Hårgalåtan (La canción de Hårga), el diablo viene a visitar a los aldeanos y, en Pied Piper estilo, los encanta para que bailen mientras él está disfrazado de violinista. A través de su música encantada, implora a todos los jóvenes del pueblo que bailen hasta morir. El impactante senicidio de la película se conecta con la práctica mítica de Ättestupa, que también podría ser un hecho, y que a veces se conoce como limpieza de la muerte. El concepto detrás de esto es el desprendimiento de la carga por parte de los ancianos, que dan su vida voluntariamente para que ya no sean una responsabilidad para sus familias a medida que envejecen. A menudo se hacía en sacrificio a Odín, el dios nórdico.

## Estreno
Midsommar tuvo un preestreno en el Alamo Drafthouse, en la ciudad de Nueva York, el 18 de junio de 2019. Luego fue estrenada en los cines estadounidenses el 3 de julio de 2019, el 10 de julio en Suecia y en México el 20 de septiembre del 2019.

## Recepción

### Taquilla
Al 25 de septiembre de 2019, Midsommar había recaudado $27.4 millones de dólares en Estados Unidos y Canadá, y $13.7 millones en otros territorios, para un total mundial de $41.1 millones de dólares. 
En Estados Unidos y Canadá, se proyectó que la película generaría entre 8 y 10 millones de dólares brutos en 2.707 cines durante los primeros cinco días. Recaudó $3 millones de dólares en su primer día, incluidos $1.1 millones de las previsualizaciones del martes por la noche, en lo que Deadline Hollywood llamó un «comienzo sensacional». Luego debutó con $10.9 millones, terminando sexta en taquilla; IndieWire dijo que era «simplemente decente» dado su presupuesto estimado de $9 millones, pero que la película probablemente encontraría éxito en los medios locales. En su segundo fin de semana, la película cayó un 44%, a $3.7 millones de dólares, terminando en octavo lugar, y luego recaudó $1.6 millones en su tercer fin de semana, terminando en el noveno puesto.

### Crítica
Midsommar recibió generalmente críticas positivas. En el agregador de reseñas Rotten Tomatoes, la película tiene una calificación de aprobación del 83% basada en 342 reseñas, con una calificación promedio de 7.5/10. El consenso crítico del sitio web dice: «Ambiciosa, impresionantemente elaborada y, sobre todo, inquietante, Midsommar demuestra aún más que el escritor y director Ari Aster es un autor de terror a tener en cuenta». En el sitio web Metacritic, la película tiene una puntuación promedio ponderada de 72 sobre 100, basada en 54 críticas, lo que indica «críticas generalmente favorables». Las audiencias encuestadas por CinemaScore le dieron a la película una calificación de «C +» en una escala de A + a F, mientras que aquellos en PostTrak le dieron un promedio de 3 de 5 estrellas y un 50% de «recomendación definitiva». 
John DeFore, de The Hollywood Reporter, describió la película como el «equivalente de terror de una boda de destino», y «más inquietante que aterradora, [pero] sigue siendo un viaje que vale la pena hacer». Escribiendo para Variety, Andrew Barker señaló que «no es la obra maestra ni el desastre que los espectadores más vocingleros de la película están obligados a reclamar. Más bien, es una rareza admirablemente extraña y confusa temáticamente de un cineasta talentoso que permite que sus ambiciones superen su ejecución». David Edelstein, de Vulture, elogió la actuación de Pugh como «increíblemente vívida» y señaló que Aster «estimula a Midsommar más como una ópera (de Wagner, no Puccini) que como una imagen de miedo», pero concluyó que la película «no se hiela porque sus impulsos son muy intensos. Es una parábola del despertar religioso de una mujer, que también es la fantasía de venganza de una mujer contra un hombre que no satisfizo sus necesidades emocionales, y también es la fantasía masoquista de un director masculino de emasculación a manos de un culto matriarcal». 
Eric Kohn, de IndieWire, resumió la cinta como una «película de ruptura perversa«, y agregó que «Aster no siempre deja caer las mayores sorpresas, pero sobresale en torcer el cuchillo. Después de una defloración que hace que The Devils, de Ken Russell se vea mansa, Aster encuentra su camino a una sorprendente comprobación de la realidad». Joshua Rothkopf, de Time Out, le otorgó a la película una calificación de 5/5 estrellas, escribiendo: «Una parte salvaje pero evolucionada del terror popular sueco, el seguimiento alucinante de Ari Aster a Hereditary lo demuestra un director de terror sin igual».
Para The A.V. Club, A. A. Dowd declaró que la película «rivaliza con Hereditary en el departamento de shock cruel", y la calificó con una «B + por esfuerzo». En su reseña para Inverse, Eric Francisco comentó que la película se siente «como una vuelta de la victoria después de Hereditary]]», y que Aster «se toma su dulce tiempo para calmar a los espectadores en sus garras […] Pero al igual que la forma en que los personajes experimentan el tiempo, su paso es una noción vaga». Describió la película como «una representación nítida de la iluminación con gas». Richard Brody, de The New Yorker, dijo que la película «está construida sobre un vacío de conocimiento y experiencia, un vacío de carácter y relaciones, que incluso el primer nivel de la casa de las cartas narrativas no puede soportar». Añadió: «Al final, el tema de Midsommar es tan simple como regresivo: estadounidenses con suerte, quédense en casa». 
El actor Nicolas Cage dijo que la película «fue emocionante» y que tenía tomas «bergmanescas». El director y actor Jordan Peele, por su parte, dijo que la película era una cinta pagana icónica con «las imágenes más atrozmente perturbadoras que he visto en el cine».

### Premios y nominaciones
| Premio                                          | Fecha                   | Categoría                | Nominado(s)       | Resultado |
| ----------------------------------------------- | ----------------------- | ------------------------ | ----------------- | --------- |
| Premios Gotham                                  | 2 de diciembre de 2019  | Mejor actriz             | Florence Pugh     | Nominada  |
| Premios Gotham                                  | 2 de diciembre de 2019  | Mejor guion original     | Ari Aster         | Nominado  |
| Asociación de Críticos de Hollywood             | 9 de enero de 2020      | Mejor película de terror | Midsommar         | Nominada  |
| Premios Independent Spirit                      | 8 de febrero de 2020    | Mejor fotografía         | Pawel Pogorzelski | Nominado  |
| Festival Internacional de Cine de Santa Bárbara | 17 de febrero de 2020   | Virtuoso Award           | Florence Pugh     | Ganadora  |
| Premio Ivor Novello                             | 2 de septiembre de 2020 | Mejor banda sonora       | Bobby Krlic       | Ganador   |
| Premios Saturn                                  | 26 de octubre de 2021   | Mejor película de terror | Midsommar         | Nominada  |

## Temas y análisis
Escribiendo para The Guardian, Steve Rose describe Midsommar como «un poderoso estudio de duelo, traición, rupturas amorosas, y más». Rose sugiere que los tres acompañantes masculinos de Dani pueden ser representaciones de «masculinidad tóxica», o análogos de los tres acompañantes en El Mago de Oz (especialmente Hombre de Hojalata, León Cobarde y Espantapájaros). Rose propone que la película puede ser interpretada como una «parábola sobre el racionalismo sarcástico,... y moderno siendo deshecho por valores rurales primitivos». Alternativamente, propone que las tradiciones de los aldeanos pudieran ser interpretados como eugenistas, de extrema derecha, o de nacionalismo blanco.
En Vox, Alissa Wilkinson describe la historia de Midsommar como el seguimiento del viaje emocional de Dani, acoplándose a convenciones de cuentos de hadas, donde Dani pierde a su familia en el principio y termina siendo una reina, como en Cenicienta y Blancanieves. El artículo también hace referencia al uso de imágenes para presagiar eventos posteriores a lo largo de la película. Aster dijo «Comenzamos mientras Dani pierde a una familia, y terminamos mientras Dani adquiere otra. Y, para bien o para mal, [los Hårga] están ahí para brindar exactamente lo que le hace falta, y exactamente lo que necesita, en el mismo estilo de cuento de hada».
Monica Wolfe plantea que Midsommar presenta temas de globalización e imperialismo estadounidense en un artículo del 2022 en el Journal of Popular Film & Television. Wolfe destaca las ideologías contrastantes presentes en la película de feminidad versus masculinidad, conocimiento académico versus conocimiento popular y capitalismo versus comunismo, escribiendo que «el horror de la película es motivado por la cosificación de la resistencia del Otro ante el deseo del poder imperialista de dominar un lugar físico y apropiarse de un espacio ideológico, pero se complica por la sugerencia que, es este caso particular, el Otro también es un poder de extrema derecha nacionalista, y la tensión entre nacional y extranjero refleja una Nueva Guerra Fría».
La escena de sexo central de la película, entre Christian y Maja, ha sido sujeta a debate en cuanto a si se trata de una violación. Un artículo en Sexuality & Culture afirma que «la naturaleza ambigua de la escena puede considerarse como problemática debido a que borra la línea entre consentimiento y agresión sexual» y que la película tiene implicaciones para el entendimiento contemporáneo de la violación, particularmente hacia hombres.